# Leopallia carpathica
Leopallia carpathica är en insektsart som beskrevs av Melichar 1898. Leopallia carpathica ingår i släktet Leopallia och familjen dvärgstritar. Inga underarter finns listade i Catalogue of Life.